# Доминик II Ратот
Доминик (II) Ратот (венг. Rátót nembeli (II.) Domokos; ? — 1320) — крупный венгерский магнат на рубеже XIII и XIV веков, глава казначейства (1291—1302, палатин Венгрии (1315—1320). В начале своей карьеры он был убежденным сторонником короля Андраша III Венгерского, служа ему в качестве главы казначейства в течение десятилетия. Он сохранил свой пост после угасания династии Арпадов, во время недолгого правления короля Богемии Вацлава.
Доминик Ратот, с помощью своих братьев и кузенов, основал провинцию, которая в основном лежала в комитатах Ноград и Хевеш, таким образом, он был в числе так называемых олигархов, которые де-факто были независимыми правителями своих владений в эпоху феодальной анархии. В этом качестве у него были различные конфликты с самым могущественным олигархом Матушем Чаком. После отъезда чешского короля Вацлава из Венгрии Доминик Ратот поддержал избрание на королевский престол Карла I Анжуйского, став его ярым сторонником вплоть до самой смерти в 1320 году. Доминик был родоначальником семьи Пастои, которая процветала вплоть до начала XVI века.

## Семья
Доминик II предположительно родился в начале 1260-х годов, он происходил из влиятельного венгерского клана Ратот. Сын Иштвана I, который был большим приверженцем королевы Елизавета Куманская и занимал несколько должностей при её дворе с 1265 года. Вполне вероятно, что единственная известная жена Иштвана Аглента Смарагд не была матерью Доминика. Она была ещё жива в 1327 году и была монахиней-бегинкой в монастыре Сибиллы в Буде. Её братья Ладислав и Айнард были видными придворными ещё в 1350 году. Дядей Доминика был могущественный барон Роланд I Ратот (? — 1277/1278), палатин Венгрии (1248—1260, 1273, 1274—1275). У Доминика было четверо братьев. Лоуренс был убит в битве у озера Ход (недалеко от Ходмезёвашархей) в 1282 году. Ладислав был баном Славонии в 1300 году и предком рода Тари. Какаш Ратот был конюшим и погиб в битве при Розгановцах (1312). Он был предком знатного рода Какаш де Каза. Самым младшим братом был Левстах III (также «Великий»). Он был впервые упомянут в современных записях только в 1338 году, таким образом, он был предположительно намного моложе своих покойных братьев, а его мать, возможно, была Аглент Смарагд.
У Доминика было два сына от неизвестной жены. Старший из них, Доминик III (также «Великий»), взял фамилию Пастои (иногда также Хашноси) от своего центра Пасто. Дворянская семья процветала вплоть до начала XVI века. Младший сын, Иштван IV, был упомянут только один раз в документе в 1323 году.

## Сторонник Андраша
Доминик Ратот впервые появился в исторических документах в 1270 году, когда он был ещё несовершеннолетним . Затем он был упомянут в трех хартиях от 1283 года. Первый документ повествует о судебном процессе и последующем соглашении в рамках родства после раздела их имущества. Соответственно, Доминик получил Пату и Сентьерги в комитате Шомодь, Сельпе в комитате Позсоны, Путнок и Фелед (современный Есенске, Словакия) в комитате Гем, Каза в комитате Боршод, Ратот в комитате Пешт и другие земли в комитате Бихар и в Трансильвании. В двух других документах содержатся привилегированные пожертвования Пате и Сент-Йорги в качестве вознаграждения членам их рода, которые храбро сражались в предыдущие годы против куманов. Доминик исчез из источников после этого; он не имел никакого королевского достоинства во время правления короля Венгрии Ласло IV. Начиная с 1280-х годов, используя свое обширное родство, Ратоты начали строить свою провинцию к северо-востоку от столицы, которая лежала в основном в графствах Ноград и Хевеш. Владения Доминика простирались до комитата Боршод и Гем, где клан Акош действовали таким же путем. Во многих случаях это было связано с конфликтом с местным дворянством. Согласно договору, который был подписан в Загивафе (в настоящее время недалеко от Салготарьяна) Ратотами и ветвью Загивафе клана Качич в конце 1290 года, до этого между двумя семьями происходили серьёзные столкновения. Согласно этому документу, Ратоты атаковали и разрушили три крепости — в том числе Селеш-Леуштаха Качича, который также был убит вместе с тремя членами семьи и бесчисленными слугами. Договор был заключен при посредничестве палатина Амадеуша Абы и Андраша, епископа Эгера. Члены клана Ратот, включая Доминика, пообещали, что они восстановят три форта и выплатят 200 марок в качестве компенсации. Степень участия Доминика неизвестна, но его причастность к конфликту была доказана его подписью в документе.
Доминик Ратот считался верным сторонником и сильным наперсником короля Венгрии Андраша III с декабрю 1291 года, когда он был назначен главой казначейства, заменив Мойса Акоша. Примерно в то же самое время его брат Ладислав Ратот был назначен мастером стюардов. Доминик Ратот служил мастером казначейства на протяжении всего правления Андраша III, даже сохранив достоинство после угасания династии Арпад. По словам историка Балинта Хомана, благоприятные изменения произошли в государственной экономической политике и венгерской центральной финансовой администрации в течение последнего десятилетия XIII века, когда Доминик занимал этот пост. Например, были отчеканены высококачественные монеты с высоким содержанием драгоценных металлов, которые достигли самого высокого уровня монет из царствования Белы IV десятилетием ранее. Отчеканенные монеты Андраша была популярной валютой и за рубежом. Доминик также стандартизировал процентную ставку венского динария с бановцем. Неудивительно, что эти шаги реформы оказались временными, поскольку центральная экономическая политика прекратилась в анархических условиях в первые два десятилетия XIV века.
Андраш III посетил поместья Доминика в графстве Хевеш в начале 1295 года и издал свою королевскую хартию в Пасто 16 февраля, что отражает его влияние и престиж. Помимо своей должности начальника казначейства, Доминик Ратоти был назначен ишпаном комитата Шомодь около декабря 1297 года, служа в этом качестве по крайней мере до октября 1299 года, когда он стал ишпаном графства Ноград. Историк Тамаш Кадар утверждает, что он сохранил обе должности после смерти Андраша. Андраш III провел собрание прелатов, дворян, саксов, секеев и куманов в Пеште летом 1298 года. Его декреты разрешали Андрашу разрушать форты, построенные без его разрешения, и предписывали наказание тех, кто силой захватил земельную собственность, но также грозили Андрашу отлучением, если он не выполнит декреты. После закрытия сейма Андраш вступил в формальный союз с пятью влиятельными дворянами — Амадеем Абой, Иштваном Акошем, Домиником Ратотом, Деметриусом Балассой и Палом Секом, которые заявили, что они готовы поддержать его против «мятежных лордов», Мате Чака и семью Кёсеги. Основываясь на сохранившемся феодальном контракте Иштвана Акоша, Доминик, возможно, принял Андраша как своего «естественного господина» и дал клятву, которая будет защищать своего короля от всех его противников, даже против папы, в то время как Андраш пообещал себе, что он будет поддерживать Доминика и его родственников в их усилиях и заключит мир с мятежными лордами только с согласия Доминика. Венгерский историк Енё Сюч подчеркивал, что провинции Ратота и Акоша отрезали расширяющиеся владения клана Чак от королевского домена, в то время как Стефан Акош и Доминик Ратот также получали королевскую поддержку для защиты своих земельных владений и изоляции Чаков и Кесеги друг от друга.
К концу правления Андраша III Доминик Ратот считался провинциальным магнатом, который основал огромное поместье вместе со своими братьями и кузенами. Его земли лежали в пограничных областях Хевеш, Ноград, Гем и Боршод, в долинах рек Сайо и Рима (Римава). Его территория также распространилась на северо-восточные районы округов Веспрем и Пешт. Через своего двоюродного брата Десидериуса Ратота Доминик также поддерживал родственные отношения со своим соседом и союзником Иштваном Акошем. Доминик обменял свои поместья в округе Сабольч на Поросло и его монастырь в феврале 1299 года. Первоначально он жил в Агасваре, небольшом форте, расположенном в горном массиве Матра. После заключения договора о разделе поместий внутри рода, только его младший брат Ладислав и его потомки владели замком. После этого Доминик навсегда переехал в Пасто, который стал центром его владений и построил там укрепленное поместье. В 1298 году под его управлением город получил от короны право проводить ярмарки и рынки. Недалеко от деревни Хаснос (ныне часть Пасто) он построил свой замок на берегу реки Кевечсес, у подножия Западной Матры. Его потомки, семья Пастои, владели крепостью вплоть до её сноса в конце XV века.

## Во время междуцарствия
Андраш III, последний мужской представитель династии Арпадов, скончался 14 января 1301 года. Наряду с другими баронами и прелатами, Доминик Ратот присутствовал на смертном одре короля в Буде. В последующие дни он оставался в столице в условиях нарастающего политического вакуума и поддерживал вдовствующую королеву Агнессу Австрийскую. После смерти Андраша началась гражданская война между различными претендентами на престол — принцем Карлом Анжуйским, королем Вацлавом Богемским и герцогом Оттоном Баварским, которая продолжалась семь лет. В начале 1301 года Карл Анжуйский поспешил в Эстергом, где был спешно коронован и получил признание от папы римского Бонифация VIII. Карл Анжуйский всегда был непопулярен, потому что венгерские бароны боялись, что они «потеряют свою свободу, приняв короля, назначенного церковью», как говорится в Венгерской иллюстрированной хронике. Доминик был среди тех баронов, которые поддерживали Вацлава, сына Вацлава II Чешского, который был не только праправнуком Белы IV, но и женихом дочери покойного Андраша III, Елизаветы. Доминик был ведущим членом той венгерской делегации, которая отправилась в Чехию и предложил корону молодому Вацлаву. Чешский король встретился с венгерскими посланниками в Годонине в августе и принял их предложение от имени своего одиннадцатилетнего сына. Вацлав II сопровождал своего сына в Секешфехервар, где Иоанн Хонт-Пазман, архиепископ Калочи, короновал молодого короля Вацлава короной Иштвана Святого 27 августа 1301 года.
Доминик Ратот стал одним из самых известных сторонников Вацлава, а также членом королевского совета в Буде. В сентябре 1301 года молодой король назвал его ишпаном-хранителем. Кроме того, Доминик сохранял свой пост главы казначейства до второй половины 1302 года, когда его сменил Генрих Кёсеги. В то время как он сохранял свой пост ишпана графства Ноград по крайней мере до 1303 года, он также был сделан ишпаном графства Шепеш в 1302 году. Согласно королевскому документу от 1303 года, он получил ишпанат Фейер в том году. Вацлав, который провел большую часть своего короткого правления только в безопасной Буде, издал королевскую хартию в Пасто 5 мая 1303 года, пользуясь гостеприимством и защитой своего верного барона Доминика Ратота. Король снова посетил его в Пасто год спустя, в начале июня 1304 года. Эти два визита являются единственными известными случаями, когда Вацлав покинул свою резиденцию. Поскольку положение Вацлава в Венгрии резко ослабло в предыдущие годы, его отец решил вернуть его в Чехию летом 1304 года. Он даже взял с собой в Прагу корону Иштвана Святого. Судя по дарственному письму, возможно, что Доминик поддержал притязания герцога Оттона Баварского, после того как Вацлав отказался от своих притязаний на Венгрию в пользу него 9 октября 1305 года, и баварский герцог прибыл в Венгрию с короной Иштвана Святого. Оттон упоминал Доминика как своего главу казначейства во второй половине 1306 года в вышеупомянутом документе, однако вполне вероятно, что Оттон, который никогда не был в состоянии укрепить свое положение в Венгрии, пытался получить поддержку Доминика с этим назначением и дарением земли. Историк Тамаш Кадар считает, что Доминик ушёл из политики после ухода Вацлава из Венгрии и не вмешивался в конфликт между Карлом Анжуйским и Оттоном Баварским.
Основываясь на фрагментированных данных из исторических документов, Матуш Чак угрожал провинции Доминика в 1300-х годах. Когда могущественный олигарх присутствовал на встрече в Кеке в ноябре 1308 года, трое из его пяти членов эскорта были дворянами из графства Ноград, что указывает на то, что Мате Чак распространил свое влияние на большую часть графства за счет Доминика. Вполне вероятно, что Мате начал набеги и вторжения на территорию Доминика после 1304 года, когда Вацлав покинул Венгрию. Временный выход Доминика Ратота из политики в этот период также подтверждает это предположение. Когда Иоанн III, епископ Нитры, отлучил от церкви Мате Чака в марте 1318 года за его предыдущее беззаконие против Церкви, он сослался на инцидент, который олигарх ранее ввел крупный налог для своих подданных, чтобы выкупить заложников, которые были отправлены ко двору Доминика во время их недолгого примирения. В 1323 году сыновья Доминика, Доминик III и Иштван IV, вспомнили, что они были заключены в тюрьму и приговорены к смерти Мате Чаком раньше. Ценой серьёзных травм им удалось бежать из тюрьмы с помощью женщины по имени Кунигунда.

## Сторонник Карла Анжуйского
Вместе со своими братьями и кузенами, например Роландом II, который называл себя палатином Венгрии в 1300-х годах, Доминик Ратот принес клятву на верность Карлу I Анжуйскому к 1307 году. Он присутствовал на сейме в Ракоше 10 октября 1307 года, что подтвердило притязания Карла на престол. Впоследствии изданная королевская хартия указала Доминика на второе место среди поддерживающих баронов, только Угрин Чак, самый ранний и самый ярый сторонник Карла, предшествовал ему. Во главе с Домиником II и Роландом II (который умер в 1307 году), клан Ратот был самым многочисленным семейством при королевском дворе, которое присоединился к Карлу. Он снова был сделан ишпаном графства Ноград, согласно документу, выпущенному в сентябре 1308 года, но вполне возможно, что он занимал эту должность без перерыва с 1299 года (или 1303 года). Когда папский легат кардинал Джентиле Портино да Монтефьоре сумел убедить Мате Чака принять правление короля Карла на их встрече в монастыре паулинов 10 ноября 1308 года, олигарх также пообещал, что «заключит справедливый и равноправный мир с магистром Домиником и другими баронами, с которыми у него был конфликт». После этого они взаимно предложили заложников Томашу II, архиепископу Эстергома, чтобы сохранить мир.
Доминик и его братья — Ладислав и Какаш — присутствовали на следующем собрании (27 ноября) в Пеште, где Карл был единогласно провозглашен королем. Доминик Ратот также присутствовал на второй коронации Карла I 15 июня 1309 года, представляя своих братьев и весь род тоже. Как трансильванский олигарх, Ладислав Кан, отказавшись вернуть священную корону, которой он владел после пленения и заключения Оттона, большинство венгерских лордов считали вторую коронацию Карла с временной короной недействительной. После этого Амадей Аба и Доминик Ратот сопровождали архиепископа Томаша, который вел переговоры с воеводой в Сегеде 8 апреля 1310 года об условиях возвращения короны. В конце концов Ладислав Кан согласился отдать Карлу корону Иштвана Святого. 27 августа 1310 года архиепископ Томас возложил корону Иштвана Святого на голову Карла в Секешфехерваре. Таким образом, третья коронация Карла была проведена в полном соответствии с обычным правом.
За свою верность и службу Доминик Ратот был назначен казначеем королевского двора жены Карла Марии Бытомской. Два документа от августа и ноября 1313 года (последний сохранился только из транскрипций XVIII века) упоминали его в этом качестве, но вполне возможно, что он уже занимал этот сан с 1310 года. Когда Якаб Борша восстал против короля в конце 1314 или начале 1315 года, он был отстранен Карлом от звания палатина Венгрии. Доминик Ратот был впервые упомянут как его преемник в августе 1315 года, но предполагается, что он уже получил эту должность, по крайней мере, в феврале. Важность этой должности была омрачена достоинством начальника казначейства в первый период Анжуйского правления. Историк Тамаш Кадар считает, что Карл выбрал Доминика на эту должность, потому что он остался единственным престижным и опытным бароном при королевском дворе, который сохранил свою лояльность. В 1314-1315 годах правление Карла подошло к поворотному моменту. Крупные венгерские магнаты восстали против него один за другим. Одновременно Карл перенес свою резиденцию из Буды в Темешвар (ныне Тимишоара, Румыния) в начале 1315 года и начал войну против мятежных магнатов. Доминик понял ситуацию, что он может защитить свои интересы и земельные владения от соседних кланов Чак и Аба, если он не только сотрудничает с королевской властью, но и активно помогает монарху против жестоких и нелояльных провинциальных лордов. После своего назначения в сентябре 1315 года он получил конфискованные земли трех дворян в графстве Ноград, которые считались сильными сторонниками Мате Чака. Одним из этих санкционированных дворян был Фелициан Зах, известный в дальнейшем покушением на Карла и его семью в 1330 году.
Несмотря на то, что Доминик Ратот занимал должность палатина Венгрии в течение пяти лет, он является одним из наименее известных палатинов эпохи из-за отсутствия источников. Историк Тибор Сек утверждает, что Доминик постоянно жил при королевском дворе в Темешваре, и из-за военных условий он никогда не посещал остальную часть страны и не выносил никаких решений. Доминик был членом королевского совета и часто давал советы Карлу. Его предшественники и преемники представляли собой иной институциональный стиль. Из-за войны за объединение Доминик был только палатином по титулу, но не на практике. Историк Аттила Жолдос считал, что комитаты Пешт, Фейер и Эстергом принадлежали Доминику Ратоту, в то время как он выполнял функции палатина Венгрии. Жолдос утверждает, что Стефан Шафар, кастелян Вишеграда, и Джон Хенкфи, судья Буды, были назначены исполняющими обязанности судей вышеупомянутых территорий в январе 1321 года, вскоре после смерти Доминика. В соответствии с теорией Жолдоса, архиепископ Томас номинально оставался бессменным графом Эстергома, но графство и его замок управлялись Домиником Ратотом из-за его стратегического значения в войне против Мате Чаком и родом Кёсеги (Эстергом был осажден и захвачен несколько раз в течение предыдущего десятилетия). В последний раз Доминик Ратот упоминался как живой человек в источниках в августе 1320 года, вскоре он умер. Его сменил на посту палатина Венгрии Дожа Дебрецени после полуторагодичной вакантной должности в конце 1321 или начале 1322 года.